# Fe de Ratas
Fe de Ratas est un groupe de punk rock espagnol, originaire d'Aviles, dans les Asturies. Les paroles des chansons du groupe sont politiquement engagées à gauche.

## Biographie
Fe de Ratas est formé à la fin 1995 à Aviles, dans les Asturies. Après leur formation, ils signeront avec le label Santo Grial Producciones. En novembre 1999 sort leur premier album studio, Tú tranquilo y a lo tuyo. Le succès de ce premier album les amène à participer à plusieurs festivals comme le Derrame Rock et pour la première fois en public. 
Satisfait de ce premier approche, le groupe publie un deuxième album studio, intitulé A esta civilización, en 2000. En soutien à l'album, ils partent en tournée en 2001, jouant notamment à l'Estadio Carlos Tartiere d'Oviedo, devant 12 000 personnes ; au festival Rock no Camiño et au Derrame Rock. Sort ensuite leur tout premier album live, enregistré pendant ces précédentes performances, intitulé Ratata... Tour. En 2003 sort Miseria frente a miseria, à l'échelle nationale, aux côtés de Rafa Kas à la guitare. Avec lui, ils enregistrent et publient l'album Tus demonios y yo en 2005.
En 2006 sort leur deuxième album live, enregistré pendant leur performance au Derrame Rock en 2005, intitulé Al borde del abismo. En 2007, ils publient leur nouvel album, En la democracia de mi ombligo. Le groupe entre aux Estudios Eclipse (Oviedo) entre octobre et décembre 2008 pour enregistrer un nouvel album. L'album, intitulé Antiimperialista, est produit par Dani Sevillano, et masterisé au Master Lab de Berlin par Andreas Balaskas. Il est publié au label El Poyo y Ulises.
En mars 2011, ils publient l'album Abeerraciones, puis tournent. Le 30 avril 2013 sort El irremediable camino a la violencia,,,.

## Membres

### Membres actuels
- Maxi - chant, guitare, composition
- Pedro - basse
- Rafa Kas - guitare
- Andrés - batterie

### Anciens membres
- Víctor Vivar - guitare
- Deiviz - guitare
- Fredo - guitare
- Noel - guitare
- Manu - guitare
- Ulises - guitare
- Toño - basse
- Julito - basse
- Pablo Viña - batterie
- Pablín - batterie
- Pol - batterie
- El Poyo - batterie
- Jorge - batterie

## Discographie

### Albums studio
- 1999 : Tú tranquilo y a lo tuyo
- 2000 : A esta civilización
- 2003 : Miseria frente a miseria
- 2005 : Tus demonios y yo
- 2007 : En la democracia de mi ombligo
- 2009 : Antiimperialista
- 2011 : Abeerraciones
- 2013 : El irremediable camino a la violencia

### Albums live
- 2002 : Ratatata... Tour
- 2006 : Al borde del abismo